# Now You See Me
Now You See Me is een Amerikaanse kraakfilm rondom vier goochelaars, geregisseerd door de Franse regisseur Louis Leterrier. De film ging 31 mei 2013 in New York in première.
Jesse Eisenberg, Mark Ruffalo, Woody Harrelson, Mélanie Laurent, Isla Fisher, Dave Franco, Common, Michael Caine en Morgan Freeman spelen de belangrijkste rollen. Op 3 september 2013 kwam de dvd-versie uit met zestien minuten extra materiaal.

## Verhaal

### Proloog
Straatgoochelaar J. Daniel Atlas (Jesse Eisenberg), goochelaar/zakkenroller Jack Wilder (Dave Franco), mentalist/chanteur Merritt McKinney (Woody Harrelson) en illusioniste Henley Reeves (Isla Fisher) krijgen allemaal een tarotkaart met een adres en een tijdstip erop. Op de achterkant van de kaart staat het symbool van The Eye, een eeuwenoud genootschap waarvan het selecte aantal leden toegang zou hebben tot échte magie, maar waarvan niemand weet of het echt bestaat. Op het aangegeven adres leggen de vier hun kaarten op elkaar om daarmee een machine te ontsluiten die ze een ontwerp toont voor een truc die indruk maakt op hen allemaal.

### Las Vegas
De vier treden een jaar later samen op in Las Vegas als The Four Horsemen, een act gesponsord door verzekeringsmagnaat Arthur Tressler (Michael Caine). In de show kondigen ze aan een bank te gaan beroven. Ze selecteren een toeschouwer om het doelwit te kiezen. Ze halen een Fransman uit het publiek die ze vervolgens naar zijn thuisland 'teleporteren' om ze daar te helpen de kluis van zijn bank leeg te roven. De gestolen bankbiljetten verdwijnen in een zuiger en worden vervolgens over het publiek in de zaal in Las Vegas uitgestrooid. De Franse bank blijkt nadien echt beroofd en de The Four Horsemen en de Fransman zijn de hoofdverdachten. FBI-agent Dylan Rhodes (Mark Ruffalo) wordt ingeschakeld om de zaak te onderzoeken en moet samenwerken met Alma Dray (Mélanie Laurent) van Interpol.
Het ondervragen van de illusionisten levert niets op. De politie snapt niet hoe de vork in de steel zit en de vier hebben daar alleen maar plezier in. De Fransman blijkt gehypnotiseerd. The Four Horseman worden vrijgelaten wegens gebrek aan bewijs. Tijdens de show zat er nog een illusionist in de zaal, genaamd Thaddeus Bradley (Morgan Freeman). Hij heeft het optreden opgenomen en verdient zijn geld inmiddels met het ontmaskeren van andere illusionisten. Bradley legt de FBI uit hoe de truc met de bankoverval werkt, maar weigert de FBI verder te helpen. Wel voorspelt hij dat er nog twee andere shows komen.

### New Orleans
De tweede show vindt plaats in New Orleans en is uitverkocht. De illusionisten doen een paar schijnbaar niet gerelateerde trucs om de toeschouwers op te warmen. Het hoogtepunt van de voorstelling is daar wanneer ze willekeurige mensen uit het publiek vragen om hun banksaldo op te geven. Vervolgens nodigen de illusionisten Tressler uit om op het podium te komen en een cheque vast te houden met daarop zijn banksaldo, ruim $140.000.000,-. Wanneer ze dezelfde toeschouwers vragen om opnieuw hun banksaldo na te kijken, blijkt dat bij iedereen met duizenden dollars gestegen. Tegelijkertijd verdwijnen exact dezelfde bedragen van het totaal op zowel de cheque van Tressler als van zijn daadwerkelijke bankrekening.
Tressler is woedend en eist dat de vier worden gearresteerd, maar de illusionisten ontkomen in de straten van New Orleans door de drukte rond Mardi Gras.

### New York
Na de tweede show achterhaalt agent Rhodes de verblijfplaats van de groep, een appartement in New York. De FBI valt binnen, maar drie van de illusionisten zijn al weg. Tijdens een achtervolging op Wilder slaat diens wagen over de kop en ontploft die. Rhodes probeert Wilder nog achter het stuur van het wrak uit te trekken, maar is te laat. De andere illusionisten zetten hun derde en laatste show met zijn drieën door. Het doelwit blijkt dit keer een kluis van een staalfabrikant met daarin $1.000.000.000,-. De FBI onderschept het transport waarvan ze denken dat die het geld vervoert, maar de kluis hierin blijkt gevuld met ballonnen. Bradley zag al aankomen dat het om een afleidingsmanoeuvre ging. De drie overgebleven illusionisten ontkomen weer aan Rhodes en Dray. Na afloop van de show loopt Bradley naar zijn auto. Wanneer hij die opent, ploft het miljard dollar aan gestolen bankbiljetten uit alle deuropeningen. Direct daarna arriveert de politie om hem op heterdaad te betrappen en te arresteren.

### The Eye
Rhodes bezoekt Bradley in zijn cel. Een bewaker doet achter de twee de deur op slot. Bradley pleit voor zijn onschuld en legt de agent uit hoe de illusionisten volgens hem alles in elkaar hebben gestoken. Hij begrijpt dat Wilders dood in scène was gezet en dat hij de andere drie nog steeds hielp. Om zijn theorie rond te krijgen, moet er alleen een vijfde persoon zijn die de illusionisten van binnenuit heeft geholpen. Wie die vijfde is, krijgt hij niet uitgevogeld. Hij beseft wie het is wanneer Rhodes zich ineens aan de andere kant van de afgesloten celdeur bevindt. Hij was het al die tijd. Zijn bemoeienis met de hele zaak was geen toeval. 'Rhodes' laat Bradley weten zich erop te verheugen hoe hij wegkwijnt in de gevangenis terwijl hij probeert te achterhalen wie hij echt is en waarom hij dit heeft gedaan.
De drie ontkomen illusionisten begeven zich naar een afgesproken plaats in het park. Daar voegt de kerngezonde Wilder zich weer bij hen. Voor de vier aan het project The Four Horsemen begonnen, is de schriftelijk toelating tot The Eye in het vooruitzicht gesteld. Nu is het moment daar om erachter te komen of die belofte echt was en daarmee of The Eye echt bestaat. Rhodes verschijnt en onthult dat hij degene was die hun project regisseerde. Hij is een van de leden van The Eye. Hij is in het park om ze toe te laten tot het genootschap, wat ze hebben verdiend door als The Four Horsemen de drie door hem ontworpen illusies te volbrengen.

### Epiloog
Dray zit op een bankje in Parijs. Ze merkt plotseling op dat Rhodes naast haar zit. Ze heeft uitgevogeld dat hij zich al die tijd van de domme hield over The Eye, terwijl hij er zelf toe behoort. Rhodes legt haar uit waarom hij alles heeft gedaan en hoe. Rhodes is eigenlijk de zoon van de ooit beroemde illusionist Lionel Shrike. Bradley vernederde zijn vader door een show over zijn trucs te maken. Shrike bedacht toen haastig een nieuwe illusie. Hij liet zich in een kluis opsluiten en die in het water gooien om daar vervolgens uit te ontsnappen. Hierbij verdronk hij. Dit kwam doordat het bedrijf dat de kluis produceerde - hetzelfde bedrijf waarvan The Four Horsemen $1.000.000.000,- stalen - hem een gemankeerd product leverde. Het bedrijf van Tressler weigerde daarna om zijn vaders levensverzekering uit te keren. De mensen die de miljoenen van Tresslers bankrekening hebben ontvangen, zijn op eenzelfde manier door hem benadeeld.
Dray heeft begrip voor Rhodes. In plaats van hem aan te geven, gaat ze met hem naar de Pont des Arts. Daar hangen ze samen een slotje aan het hek om het sleuteltje vervolgens in het water te gooien.

### Scène halverwege de aftiteling
Op de dvd-versie, verschijnt halverwege de aftiteling een extra eindscène. Hierin komen de vier leden van The Four Horsemen aan op een locatie in de woestijn. Hier vinden ze oud kermismateriaal en een pand vol houten kisten. Wanneer Reeves de anderen vraagt om hun The Eye-kaarten tevoorschijn te halen, doet McKinney alsof hij niet weet of hij die bij zich heeft.

## Rolverdeling
| Acteur          | Personage        |
| --------------- | ---------------- |
| Jesse Eisenberg | J. Daniel Atlas  |
| Mark Ruffalo    | Dylan Rhodes     |
| Woody Harrelson | Merritt McKinney |
| Isla Fisher     | Henley Reeves    |
| Dave Franco     | Jack Wilder      |
| Mélanie Laurent | Alma Dray        |
| Morgan Freeman  | Thaddeus Bradley |
| Michael Caine   | Arthur Tressler  |
| Michael Kelly   | Agent Fuller     |

## Sequel
Na bekendmaking van de winst kondigde de ceo van Lionsgate aan dat er een sequel zou komen. In eerste instantie zou regisseur Louis Leterrier ook het tweede deel op zich nemen, maar later werd bekend dat Jon M. Chu hem zou vervangen. De meeste acteurs uit Now You See Me zouden in het vervolg terugkeren, genaamd Now You See Me 2.